# Shell Ocean Discovery X-Prize
Der Shell Ocean Discovery XPRIZE ist ein globaler Forschungswettbewerb zur Erforschung und Kartographierung der Tiefsee. Der mit einem Preisgeld von insgesamt sieben Millionen US-Dollar dotierte Wettbewerb soll die Entwicklung maritimer Technologien fördern und so die Exploration der Tiefsee voranbringen.
Veranstalter des Shell Ocean Discovery XPRIZE ist die XPRIZE Foundation. Finanziert wird der Wettbewerb vom britischen Ölkonzern Shell sowie National Oceanic and Atmospheric Administration (NOAA). Der Wettbewerb wird von Dezember 2015 bis Dezember 2018 ausgetragen. Auf Basis der eingereichten technischen Dokumente wurden 21 von ursprünglich 32 zugelassenen Teams von der Jury für das Halbfinale ausgewählt. Am 31. Mai 2019 wurde die GEBCO-NF Alumni als Gewinnerin des Hauptpreises von vier Millionen bekanntgegeben.

## Vorgegebene Aufgaben
Der Shell Ocean Discovery XPRIZE gliedert sich in zwei Wettbewerbsrunden, in denen die Teams mithilfe selbstentwickelter Technologie-Lösungen ein vorgeschriebenes Gebiet auf dem Meeresboden kartographieren und dabei unterschiedliche Aufgaben lösen müssen. Die besten zehn Teams aus Runde 1 qualifizieren sich für die zweite Wettbewerbsrunde. Die Regularien geben vor, dass alle verwendeten Bauteile, die zur Datengewinnung während des Wettbewerbs eingesetzt werden, in einem ISO-Container Platz finden müssen. Außerdem dürfen sich während der gesamten Testphase keine Personen im Wettbewerbsgebiet aufhalten.

### Runde 1
In der ersten Wettbewerbsrunde müssen die Teams in 2000 m Tiefe eine Fläche von mindestens 20 % eines 500 km² umfassenden Gebiets innerhalb von 16 Stunden kartieren. Dabei sollen sie folgende Daten liefern:
- Eine bathymetrische Karte mit einer Auflösung von fünf Metern oder höher
- Ein hochauflösendes Foto eines bestimmten, benannten Zielobjekts
- Mindestens fünf hochauflösende Fotografien von archäologischen, biologischen oder geologischen Merkmalen (max. 50)

Nach der 16-stündigen Erkundungsphase haben die Teams 48 Stunden Zeit, um die gewonnenen Daten zu verarbeiten und ihre Ergebnisse der Jury zu übergeben. Gelingt es mehr als zehn Teams diese Mindestanforderungen zu erfüllen, zählen die erzielten Punkte, die von einer unabhängigen Jury vergeben werden. Bei der Punktevergabe werden die Größe der kartographierten Fläche, die Auflösung der erstellten Karte sowie die Qualität der Fotos bewertet.

### Runde 2
Die zweite Wettbewerbsrunde findet in 4000 m Tiefe statt. Innerhalb von 24 Stunden müssen hierbei mindestens 50 % eines 500 km² großen Gebiets kartographiert werden. Neben dem hochauflösenden Foto eines benannten Ziels, müssen zudem zehn Fotos von archäologischen, biologischen oder geologischen Merkmalen angefertigt werden. Auch in der zweiten Runde müssen die Ergebnisse der Jury innerhalb von 48 Stunden vorliegen.

## Zeitplan
| 14. Dezember 2015          | Preisgeld Eröffnung und Registrierung offen        |
| 25. April 2016             | Endgültige Wettbewerbsrichtlinien veröffentlicht   |
| 1. Juni 2016               | Regeln und Bestimmungen veröffentlicht             |
| 30. Juni 2016              | Reguläre Registrierungs-Deadline                   |
| 30. September 2016         | Späte Registrierungs-Deadline                      |
| November 2016              | Team und Jury Treffen                              |
| Dezember 2016              | Deadline für Einreichung der technischen Dokumente |
| Februar 2017               | Für Halbfinale qualifizierte Teams bekannt gegeben |
| Oktober–November 2017      | Testphase Runde 1                                  |
| Dezember 2017              | Verkündung Ergebnisse Runde 1                      |
| Januar 2018                | Beginn Runde 2                                     |
| November und Dezember 2018 | Testphase Runde 2                                  |
| Dezember 2018              | Preisverleihung                                    |

## Preisaufteilung

### Hauptpreis
Der Hauptpreis beträgt vier Millionen US-Dollar. Wenn mehrere Teams die Mindestanforderungen erfüllen, gewinnt das Team, welches nach Runde 2 die meisten Punkte für die hochauflösende Meeresgrund-Karte und die hochauflösenden Bilder erzielt hat.

### Zweiter Preis
Der zweite Preis beträgt eine Million US-Dollar. Wenn es kein zweites Team gibt, das die Mindestanforderungen erfüllt, geht die gesamte Summe an den Erstplatzierten.

### Meilenstein-Preis
Der Meilenstein-Preis beträgt insgesamt eine Million US-Dollar. Er wird nach der ersten Runde gleichmäßig unter bis zu zehn Teams aufgeteilt, welche die höchste Punktzahl erreicht haben.

### NOAA-Bonuspreis
Der Bonuspreis der National Oceanic and Atmospheric Administration (NOAA, Wetter- und Ozeanografiebehörde der USA) beträgt eine Million US-Dollar und wird nur an Teams ausgeschüttet, die ihren Hauptsitz in den USA haben oder deren Teilnehmer ausschließlich US-Amerikaner sind. Für den Preis müssen die Teams ein definiertes Objekt aufgrund seiner biologischen oder chemischen Eigenschaften auffinden. Sollte dies in der ersten Wettbewerbsrunde keinem Team gelingen, haben die Teilnehmer der zweiten Runde erneut die Möglichkeit, den Preis zu gewinnen.

## Teams im Halbfinale
Am 16. Februar 2017 wurden folgende 21 Teams bekannt gegeben, die sich auf Grundlage der eingereichten technischen Dokumente qualifiziert haben.
| Team                                   | Land        | Teamleiter        |
| -------------------------------------- | ----------- | ----------------- |
| ARGGONAUTS                             | Deutschland | Gunnar Brink      |
| BangaloreRobotics                      | Indien      | Venkatesh Gurappa |
| Blue Devil Ocean Engineering           | USA         | Martin Brooke     |
| CFIS                                   | Schweiz     | Toby Jackson      |
| Eauligo                                | Frankreich  | Christopher Lewis |
| ENVIRODRONE                            | Kanada      | Ryan Cant         |
| Exocetus Autonomous Systems            | USA         | Joe Turner        |
| GEBCO-NF                               | Neuseeland  | Robin Falconer    |
| KUROSHIO                               | Japan       | Takeshi Nakatani  |
| LeHigh Tide                            | USA         | Hanna Mo          |
| Ocean Quest                            | USA         | Danny Kim         |
| Ozeanzus                               | USA         | James Case        |
| OD-Africa                              | Ghana       | Mark Amo-Boateng  |
| Orca Robotics                          | USA         | Philipp Rhyner    |
| PISCES                                 | Portugal    | Nuno Cruz         |
| SubUAS                                 | USA         | Javier Diez       |
| Tampa Deep-Sea X-plorers               | USA         | Edward Larson     |
| Team Tao                               | UK          | Dale Wakeham      |
| Texas A&M University Ocean Engineering | USA         | Dylan Blakeslee   |
| Virginia DEEP-X                        | USA         | Dan Stilwell      |
| X994                                   | USA         | David Ryan        |

## Teams im Finale
Am 7. März 2018 wurden folgende 9 Teams bekannt gegeben, die aufgrund ihrer bisherigen Leistungen und Erfolge von einer unabhängigen Experten-Jury für das Finale ausgewählt wurden.
| Team                                   | Land        | Teamleiter       |
| -------------------------------------- | ----------- | ---------------- |
| ARGGONAUTS                             | Deutschland | Gunnar Brink     |
| Blue Devil Ocean Engineering           | USA         | Martin Brooke    |
| CFIS                                   | Schweiz     | Toby Jackson     |
| GEBCO-NF Alumni                        | USA         | Robin Falconer   |
| KUROSHIO                               | Japan       | Takeshi Nakatani |
| PISCES                                 | Portugal    | Nuno Cruz        |
| Team Tao                               | UK          | Dale Wakeham     |
| Texas A&M University Ocean Engineering | USA         | Dylan Blakeslee  |
| Virginia DEEP-X                        | USA         | Dan Stilwell     |